# Христо Запрянов
Христо Валериев Запрянов е български журналист и футболен функционер. Дългогодишен главен редактор на българските издания на „Ескуайър“, „Плейбой“, и „Максим“ и заместник-изпълнителен директор на Българския футболен съюз.

## Биография
Роден е на 1 май 1982 година в Благоевград. Завършва Американския университет в Благоевград. Син е на създателя на списание „Тема“ Валери Запрянов. 
През 2015 година Христо и съпругата му Биляна Запрянова, доведена дъщеря на Георги Лозанов, стават родители на син.
Журналистическата му кариера започва на 16 години в редакцията на „Меридиан мач“, по-късно пише материали за музика и попкултура в списание „Тема“, а през 2005 година вече е основател и главен редактор на „Тема спорт“. 
За кратко минава през телевизията като водещ на българската адаптация на „Чийтърс“, но се задържа най-дълго в редакционния екип на „Максим“ с Ивайло „Нойзи“ Цветков. 
Дълго време е главен редактор на най-големите мъжки списания в България – „Плейбой“, „Максим“ и „Ескуайър“, издавани от медийна къща „Атика Ева“. Той е най-дълго задържалият се главен редактор на “Плейбой” в България.
В началото на 2018 година оглавява редакционния екип на „Артишок Медия“, издател на българското мъжко списание „ДАЛИ“. 
През 2021 година заедно с Ваня Джаферович правят предаването „(Контра)културисти“. 
От 2018-а е част от Българския футболен съюз, като от началото на 2022-а заема поста заместник-изпълнителен директор.